# 18768 Сарабейтс
18768 Сарабейтс (18768 Sarahbates) — астероїд головного поясу, відкритий 10 травня 1999 року.
Тіссеранів параметр щодо Юпітера — 3,559.